# Хачатуров, Данил Эдуардович
Дани́л Эдуа́рдович Хачату́ров — бывший президент группы компаний «Росгосстрах».

## Биография
Данил Хачатуров родился 30 октября 1971 года в Москве. Окончил Московский инженерно-строительный институт и Финансовую академию при правительстве РФ и Western University в США. Работал экономистом и старшим экономистом в Морском акционерном банке.
В 1996—2000 годы в должности вице-президента, а затем старшего вице-президента отвечал за инвестиционную и финансовую деятельность АКБ «БИН».
В 2000—2002 годах — старший вице-президент по экономике и финансам, первый вице-президент АО «НГК „Славнефть“».
С мая 2002 года — советник гендиректора ОАО «Росгосстрах». В июле того же года назначен исполнительным директором ОАО «Росгосстрах».
В 2004—2012 годах — генеральный директор ХК «Росгосстрах».
В рейтинге высших руководителей за 2010 год газеты «Коммерсантъ» занял II место в номинации «Страхование».
В 2012—2017 годах — Председатель Совета директоров группы компаний «Росгосстрах».
В 2016 году «Росгосстрах» начал испытывать проблемы из-за убыточности основного вида деятельности — ОСАГО. Хачатуров начал переговоры о вхождении в капитал «Росгосстраха» нового инвестора, которым должен был стать «Открытие холдинг» Вадима Беляева. В итоге Хачатуров передал «Росгосстрах» «Открытию» в августе 2017 года, за четыре дня до санации финансовой корпорации.
После санации «Открытия» новый менеджмент банковской группы и «Росгосстраха» начали оспаривать сделки, совершенные Хачатуровым. К компаниям, принадлежавшим Хачатурову и людям из его окружения, было подано более 10 исков с финансовыми претензиями (один из крупнейших — к компании РГС Жизнь на сумму 151 млрд рублей).
Брат Данила Хачатурова, Сергей, в апреле 2018 года оказался под арестом по подозрению в хищении и легализации преступных доходов за сделки с акциями «Росгосстраха».
В сентябре 2020 года «Росгосстрах» подал иск к Хачатурову в Высший суд штата Калифорния по округу Лос-Анджелес. По данным компании, именно в округе Лос-Анджелес Данил Хачатуров живет после того, как покинул Россию из-за судебных разбирательств.
До 2018 года Данил Хачатуров стабильно входил в Топ-20 наиболее часто упоминаемых в СМИ людей, связанных со страхованием (в 2018 году — 13-е место).
Данил Хачатуров — бывший миллиардер. Вместе с братом Сергеем Хачатуровым они в апреле 2013 года заняли 5-е место в рейтинге самых богатых семейств России журнала «Профиль» (общий капитал в $3,3 млрд принадлежит братьям в равных долях — по $1,65 млрд у каждого). Годом ранее, в феврале 2013 года журнал CEO оценивал состояния каждого из братьев в $2,89 млрд.
В апреле 2014 года Данил Хачатуров в очередной раз попал в список 200 самых богатых бизнесменов России по версии журнала «Форбс» (состояние — $2,6 млрд, прирост за год — $0,2 млрд, 40-е место в рейтинге). В 2017 году вошёл в список богатейших бизнесменов России по версии журнала Forbes, заняв в нем 48-ю позицию (в предыдущем году — 54-ю, состояние $2 млрд). С 2018 года не входит в список Forbes.
В 2008 году женился на Ульяне Сергеенко, в 2013 году брак распался, официально развод оформлен в 2015 году.

## Награды
- 21 февраля 2008 года — «Медаль ордена «За заслуги перед Отечеством»» II степени.[16]
- 11 марта 2012 года — почётная грамота за достигнутые трудовые успехи и многолетнюю добросовестную работу[17].